# یخچال محله چوب مسجد
یخچال محله چوب مسجد (چومَچِّد) مربوط به دوره قاجار است و در سمنان، خیابان حافظ جنوبی، شرق محله چوب مسجد واقع شده و این اثر در تاریخ ۲۵ خرداد ۱۳۸۱ با شمارهٔ ثبت ۵۸۳۶ به‌عنوان یکی از آثار ملی ایران به ثبت رسیده است.